# 山田香織 (音響効果技師)
山田 香織（やまだ かおり）は日本の音響効果技師。2015年3月まではサウンドリングに所属していた。

## 担当作品

### テレビアニメ
- キルミーベイベー（TBS）
- マリー&ガリー (NHK)
- オオカミさんと七人の仲間たち (UHF)
- バクマン。 (NHK)
- えびてん 公立海老栖川高校天悶部
- さくら荘のペットな彼女
- ステラ女学院高等科C3部
- よんでますよ、アザゼルさん。Z
- 星刻の竜騎士
- 放課後のプレアデス
- こねこのチー ポンポンらー大冒険（TX）
- SERVAMP-サーヴァンプ-（UHF）
- サクラクエスト（UHF）
- 放課後のプレアデス（UHF）
- こねこのチー ポンポンらー大旅行（TX）
- サクラクエスト
- シルバニアファミリー ミニストーリー
- 三つ星カラーズ
- はねバド！
- ガイコツ書店員 本田さん
- バミューダトライアングル 〜カラフル・パストラーレ〜
- ひとりぼっちの○○生活
- 荒ぶる季節の乙女どもよ。
- 名探偵コナン（ytv-NNS）※948話のみ。横山亜紀と共同担当
- 乙女ゲームの破滅フラグしかない悪役令嬢に転生してしまった… (MBS-JNN)
- スローループ
- プラオレ！
- 大正処女御伽話
- 名探偵コナン ゼロの日常 (ytv-UHF)
- 東京ミュウミュウ にゅ〜♡（TX）
- 名探偵コナン 犯人の犯沢さん (ytv-UHF)
- とーとつにエジプト神2
- うちの会社の小さい先輩の話 (EX)
- 星降る王国のニナ (UHF)
- 青のオーケストラ (NHK)
- 義妹生活 (KTV-UHF)
- 青のミブロ (ytv-NNS)
- 先輩はおとこのこ (CX)
- 殿と犬

### 劇場アニメ
- 劇場版名探偵コナン ※全て横山正和・横山亜紀と共同担当
  - 名探偵コナン 純黒の悪夢
  - 名探偵コナン から紅の恋歌
  - 名探偵コナン ゼロの執行人
  - 名探偵コナン 紺青の拳
- 夏へのトンネル、さよならの出口
- 劇場版 乙女ゲームの破滅フラグしかない悪役令嬢に転生してしまった…
- 映画 先輩はおとこのこ あめのち晴れ
- たべっ子どうぶつTHE MOVIE

### Webアニメ
- とーとつにエジプト神
- ぶらどらぶ
- 夜は猫といっしょ